# 八一水库 (双辽)
八一水库是中国吉林省四平市双辽市境内的一座水库，位于东辽河上，建于1972年。水库正常库容为774万立方米，集雨面积为77平方千米，海拔为124.5米。